# ومیض منیر
ومیض منیر (عربی: وميض منير؛ زادهٔ ۸ اوت ۱۹۶۱) بازیکن فوتبال اهل عراق بود.
از باشگاه‌هایی که در آن بازی کرده‌است می‌توان به باشگاه ورزشی الطلبه اشاره کرد.
وی همچنین در تیم‌های ملی فوتبال زیر ۲۳ سال عراق و عراق بازی کرده‌است.